# Lermontov
Huyện Lermontov (tiếng Nga: ? райо́н) là một huyện hành chính tự quản (raion), của Vùng Stavropol, Nga. Huyện có diện tích 32 km², dân số thời điểm ngày 1 tháng 1 năm 2000 là 22300 người. Trung tâm của huyện đóng ở Lermontov.